# Природоохоронна територія Нґоронґоро
Природоохоронна територія Нґоронґоро (англ. Ngorongoro Conservation Area або NCA) — природоохоронна територія, розташована за 180 км на захід від Аруша на Кратерному нагір'ї в Танзанії. Територія управляється Адміністрацією природоохоронної території Нґоронґоро, урядовою організацією Танзанії. Площа території — 8 288 км². Центральним елементом парку є Кратер Нґоронґоро — найбільша у світі цільна незатоплена вулканічна кальдера.

## Кратер

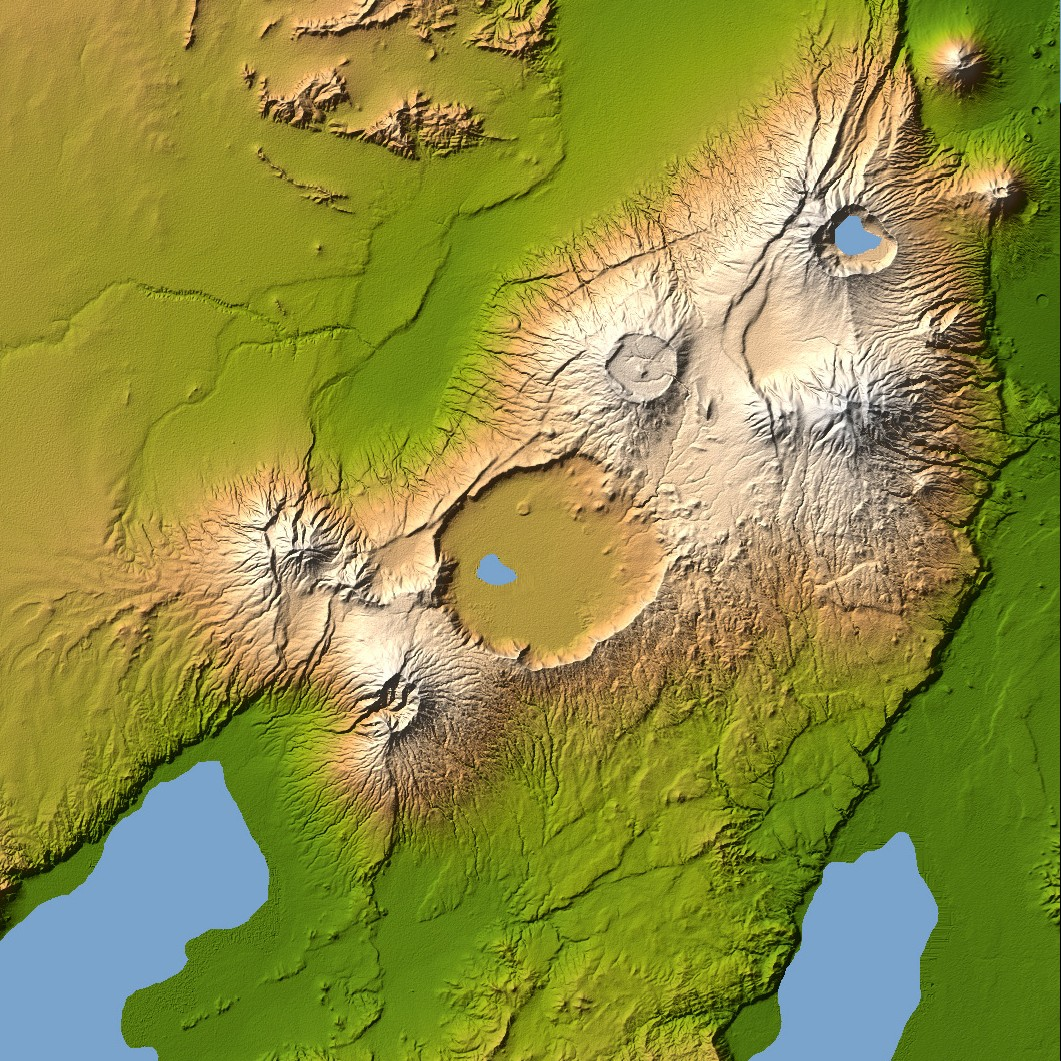
Топографія кратера

Кратер сформувався в результаті вибуху гігантського вулкана 2-3 млн років тому, формуючи кальдеру глибиною 610 м і площею 260 км². За оцінками висота вулкана становила від 4500 до 5800 м. Дно кратера розташовується на висоті 1800 метрів над рівнем моря.
Кратер вважається природною замкнутою системою, де зібрано численні види місцевої фауни. Проте, деякі види все ж таки активно мігрують, наприклад, до 20 % популяції антилоп гну (Connochaetes taurinus) і половина популяції зебр (Equus burchelli) залишають кратер протягом вологого сезону. До популяції тварин у кратері входить більшість видів, поширених у Східній Африці, проте серед них немає імпал (Aepyceros melampus), топі (Damaliscus lunatus), орібі (Ourebia oribi), жирафів (Giraffa camelopardalis) або крокодилів (Crocodylus niloticus).
На «стінах» кратера, що звернені до східних вітрів, випадає 800–1200 мм опадів щорічно. Вони здебільшого вкриті лісом, тоді як на більш пологих західних схилах випадає лише 400–600 мм опадів, ці схили вкрито лугами й кущами, інколи тут зустрічаються дерева Euphorbia bussei. Дно кратера переважно вкрито відкритими лугами, лише дві невеликі ділянки вкриті гаями Acacia xanthophloea.

## Річки
Струмок Мандж витікає з кратера Ольмоті, і є головним джерелом води в Нґоронґоро, де він впадає у сезонне солоне озеро в центрі кратера. Це озеро відоме під двома назвами: Макат, як його називають масаї, що означає «сіль» або «солоне», і Маґаді. Струмок Лераї бере початок у вологих лісах на південь від кратера й закінчується в лісі Лераї на дні кратера, а під час злив — в озері Маґаді. Використання води струмка готелями і службами парку Нґоронґоро зменшує кількість води цього струмка приблизно на чверть.

## Флора та фауна

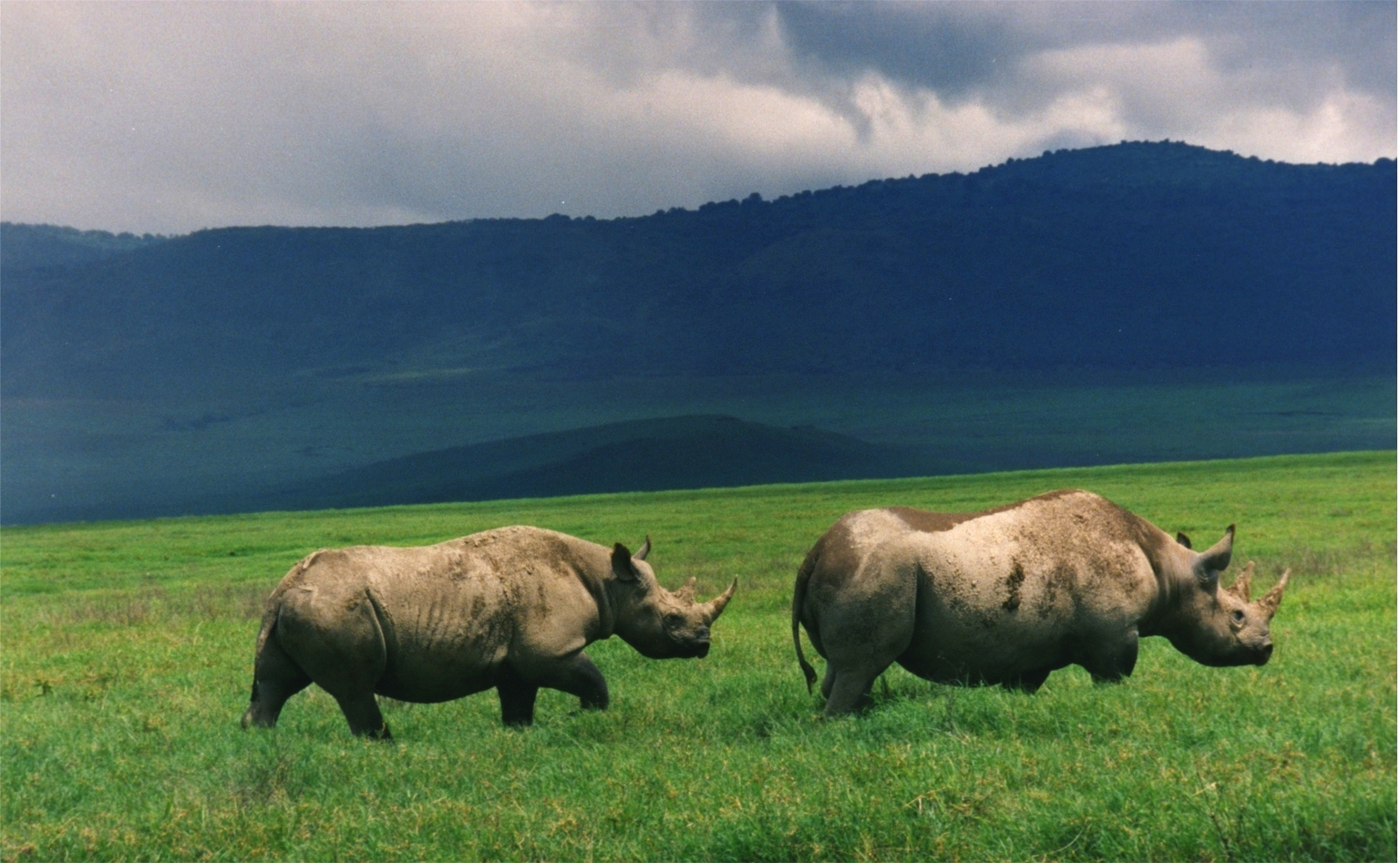
Чорні носороги в кратері

Іншим важливим джерелом води в кратері є джерело Нґоїтокіток, біля східної стіни кратера. Біля джерела розташована територія, відкрита для туристів. Вода джерела потрапляє у велике болото, де мешкають бегемоти, слони, леви та багато інших тварин. На краях кратера є багато інших невеликих джерел, що є важливими як для тварин, так і для місцевих мешканців народу масаї, особливо під час посухи.
Крім стад зебр, газелей і антилоп гну, у кратері водяться такі великі тварини, як носороги, леви, леопарди, слони і африканські буйволи. Також тут широко представлені сервали.
Тут водяться майже всі види тварин Східної Африки, за оцінками загальна кількість ссавців у кратері становить 25 тисяч особин, переважна більшість яких є унгулятами, у тому числі: гну блакитний (7 000 у 1994 році), зебра Гранта (4 000), канна звичайна, газель Гранта і газель Томсона (3 000).

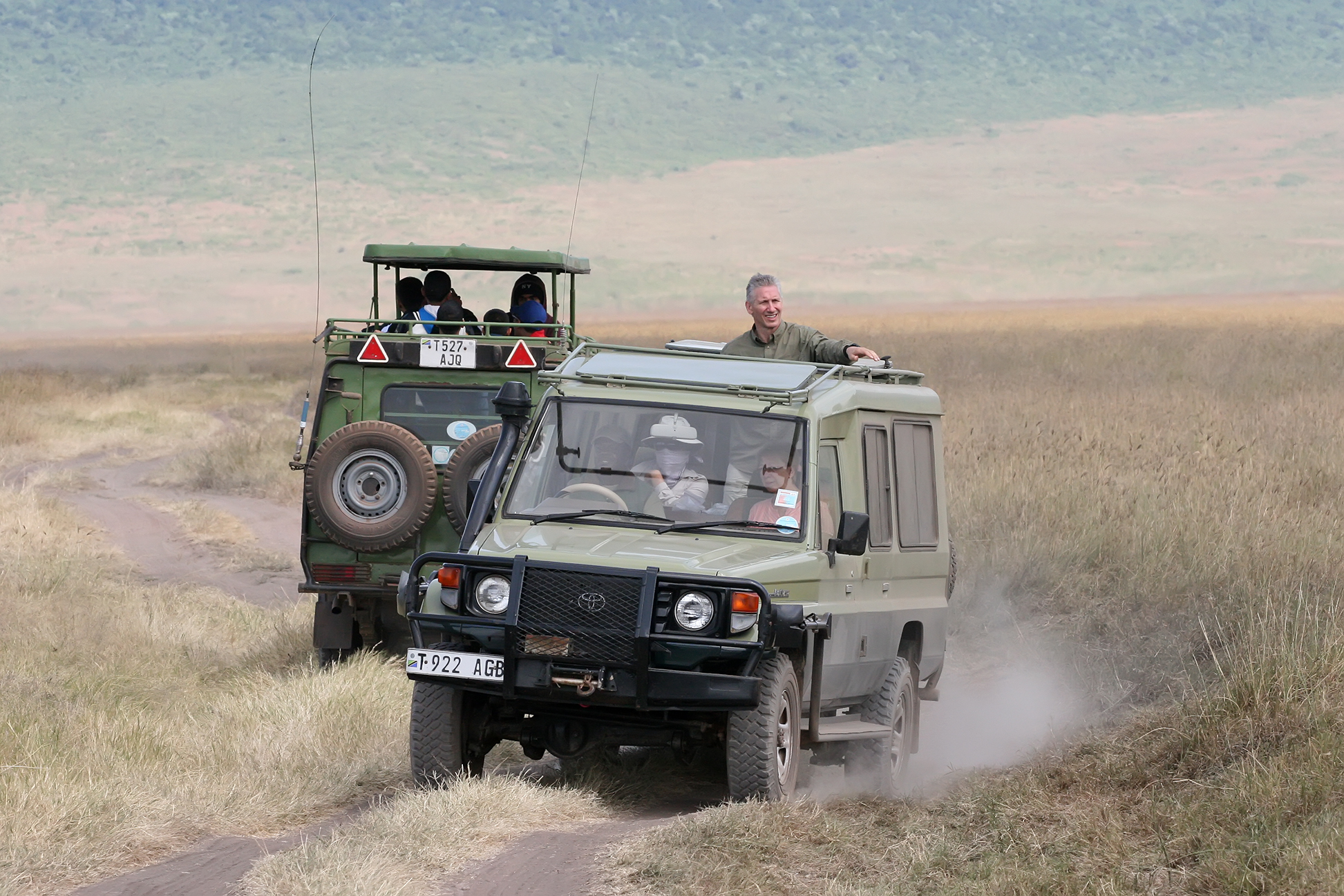
Сафарі в кратері.
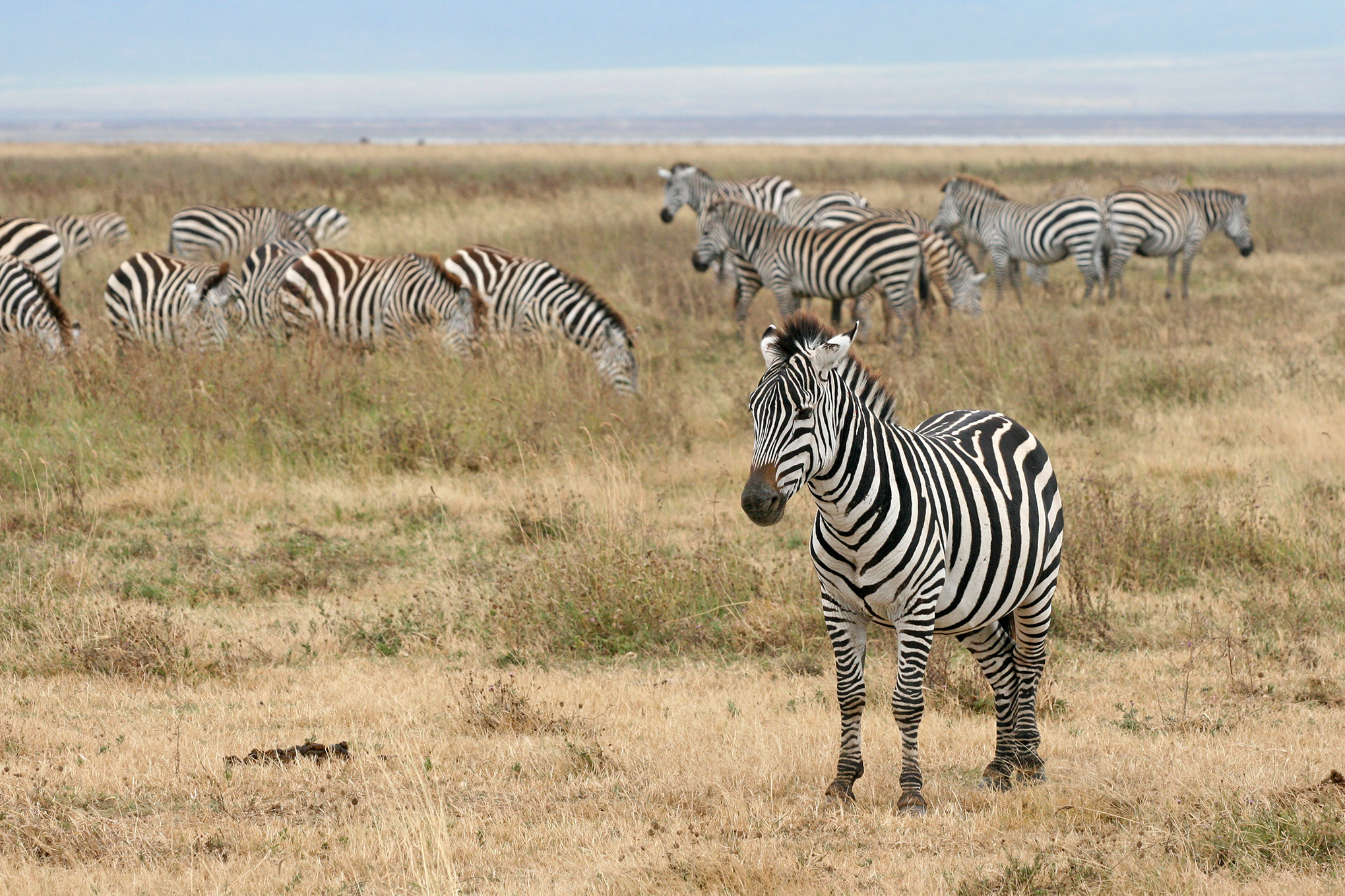
Зебра бурчеллова в кратері.
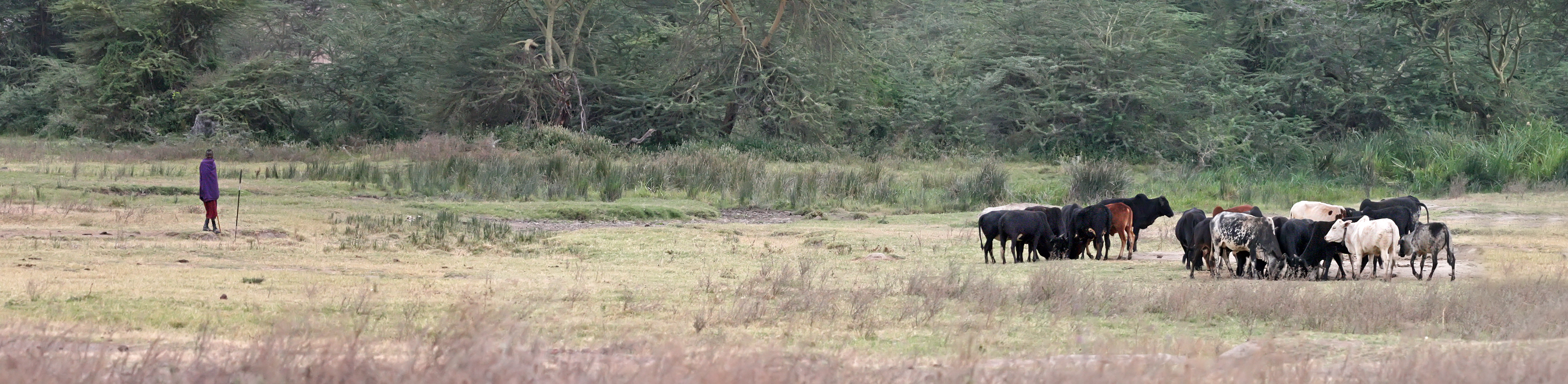
Масаї-пастухи з худобою всередині кратера.
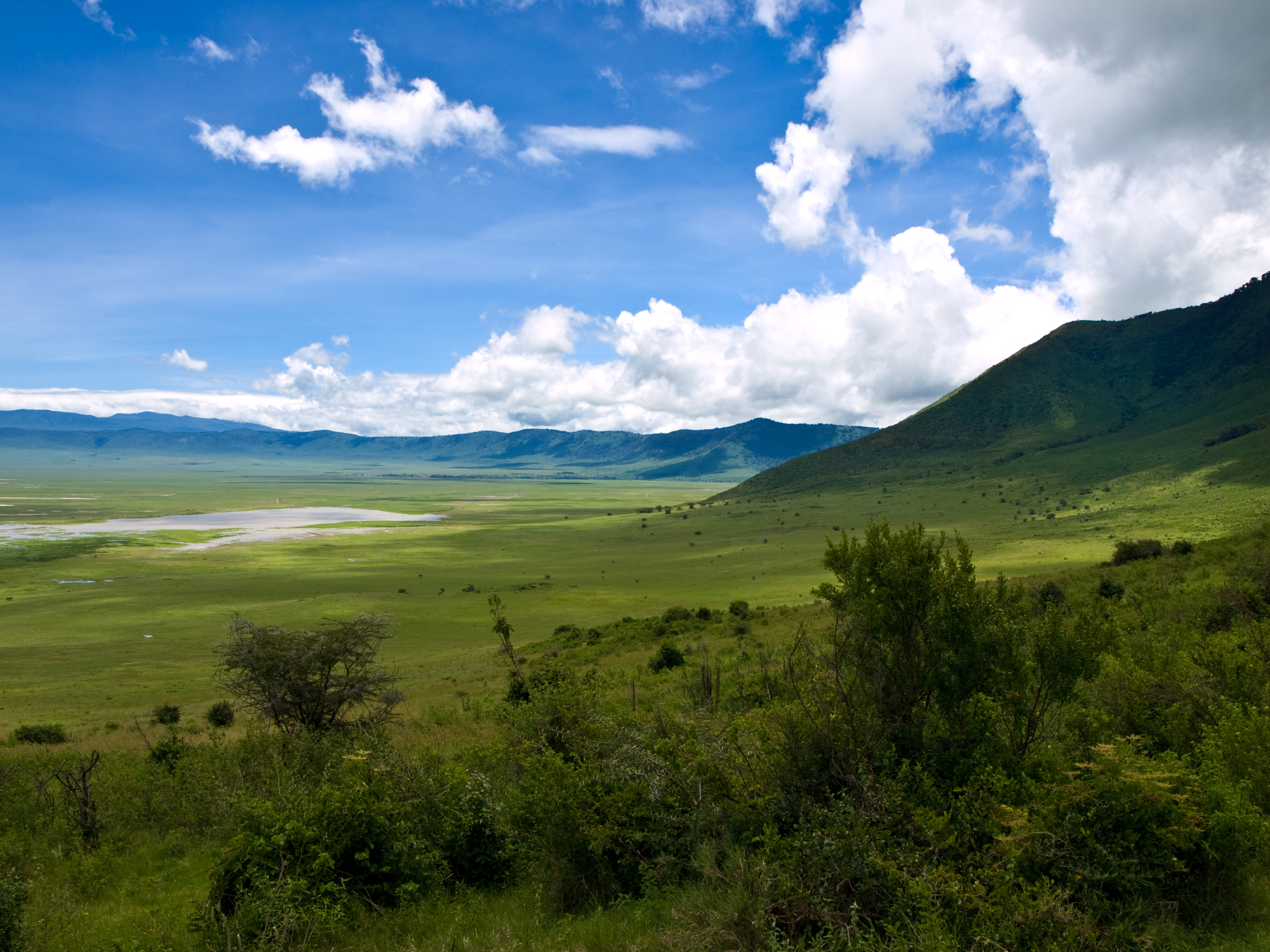
Всередині кратера.
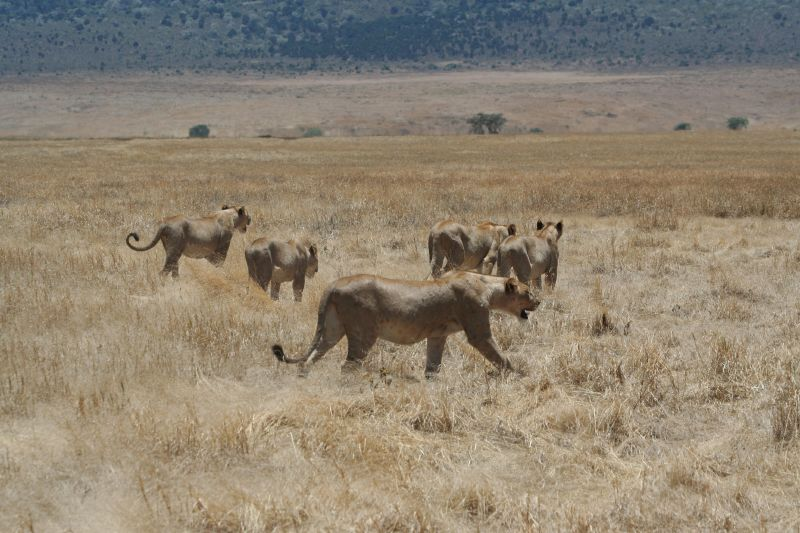
Левиці на полюванні в кратері.
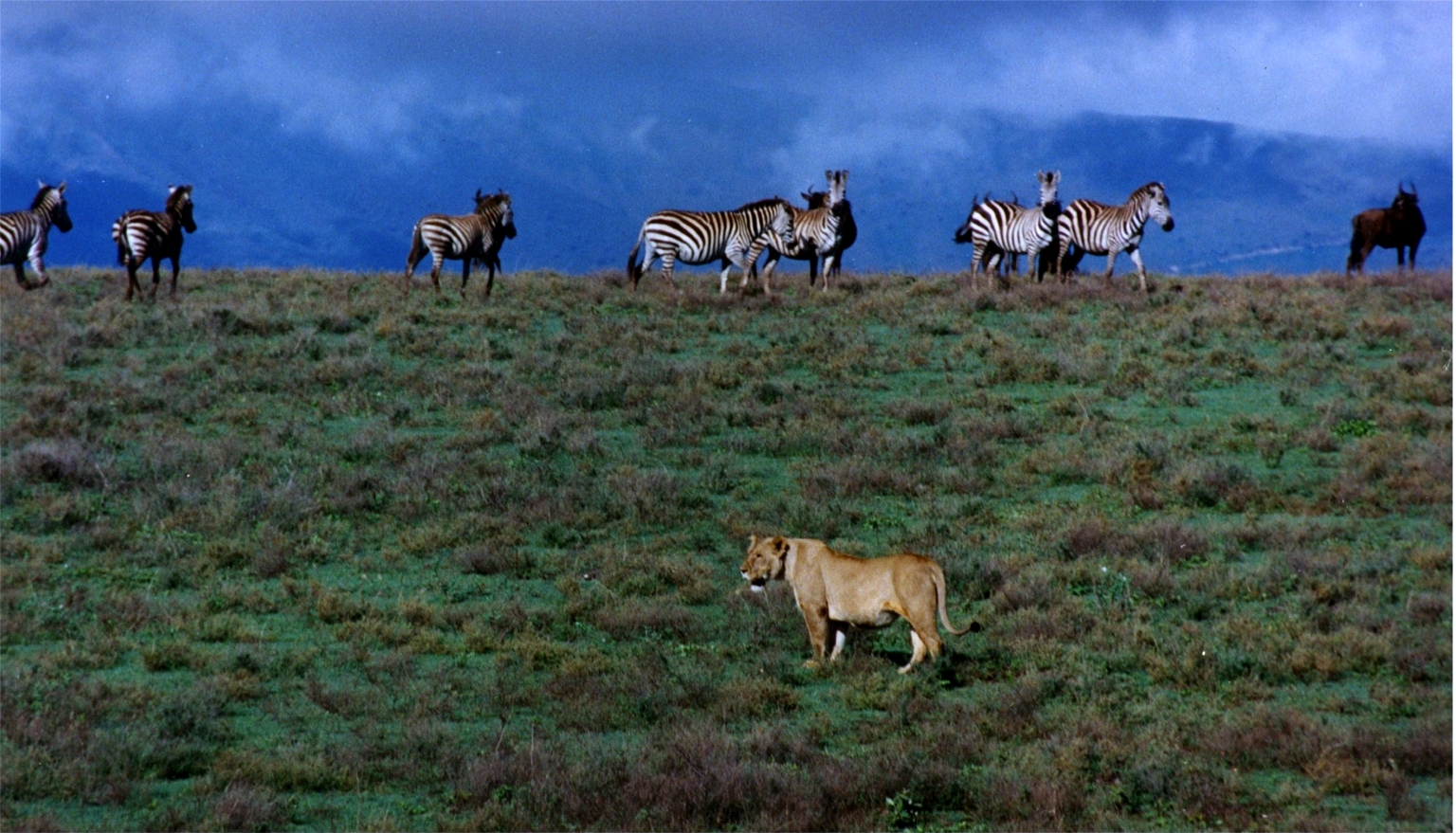
Левиця, зебри і антилопа-гну в кратері.
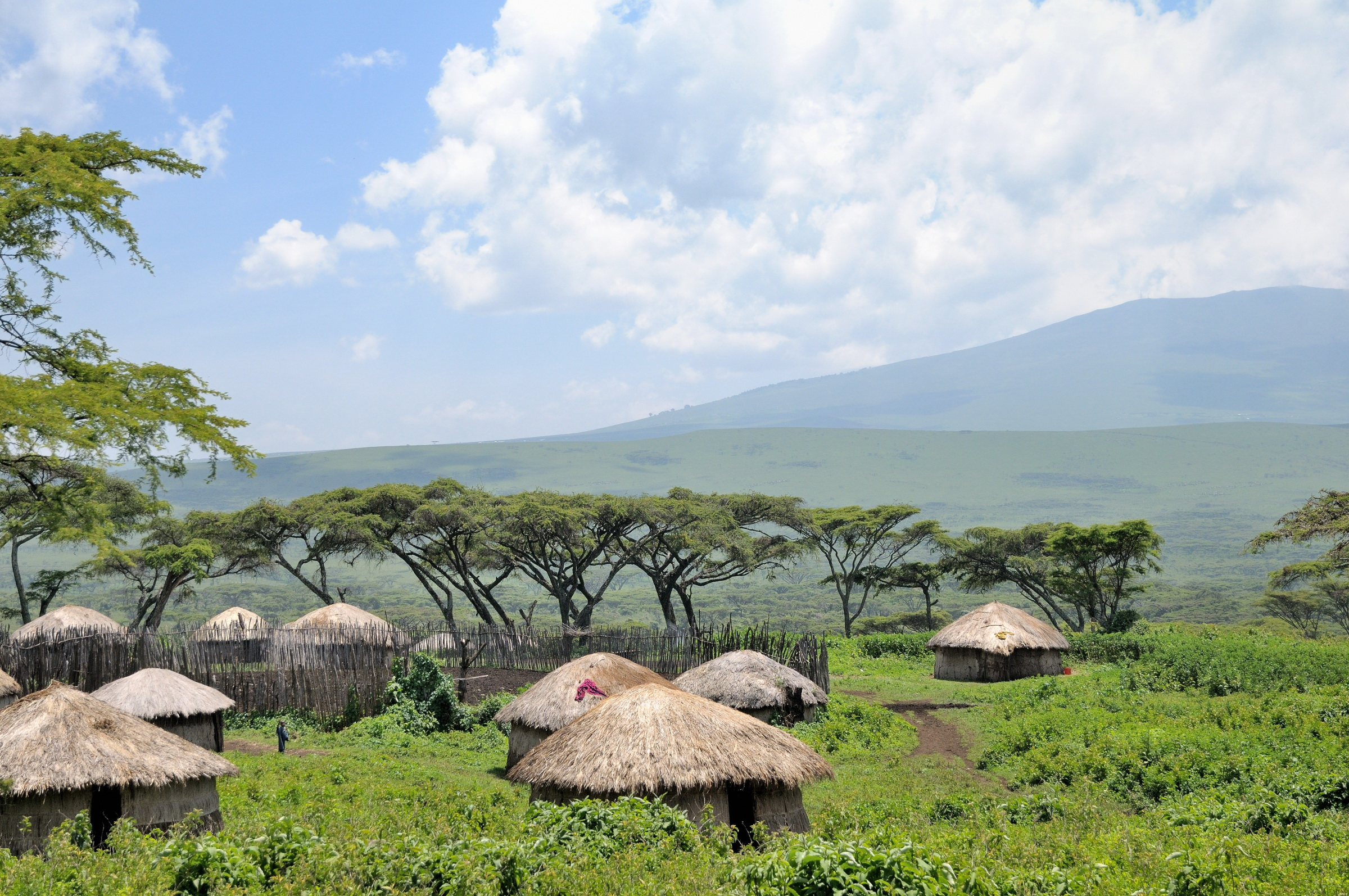
Хатини масаїв.
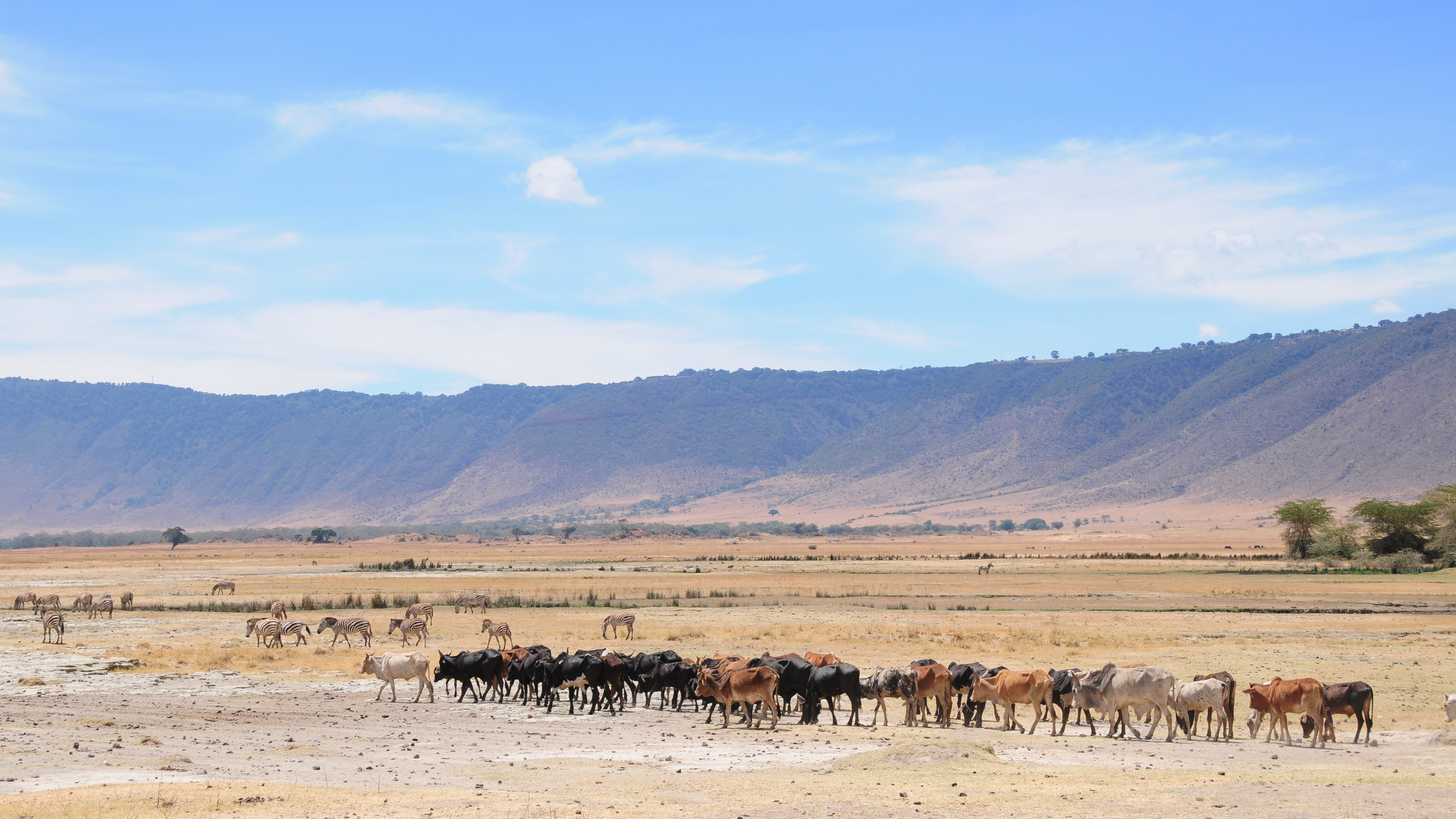
Велика рогата худоба масаїв.
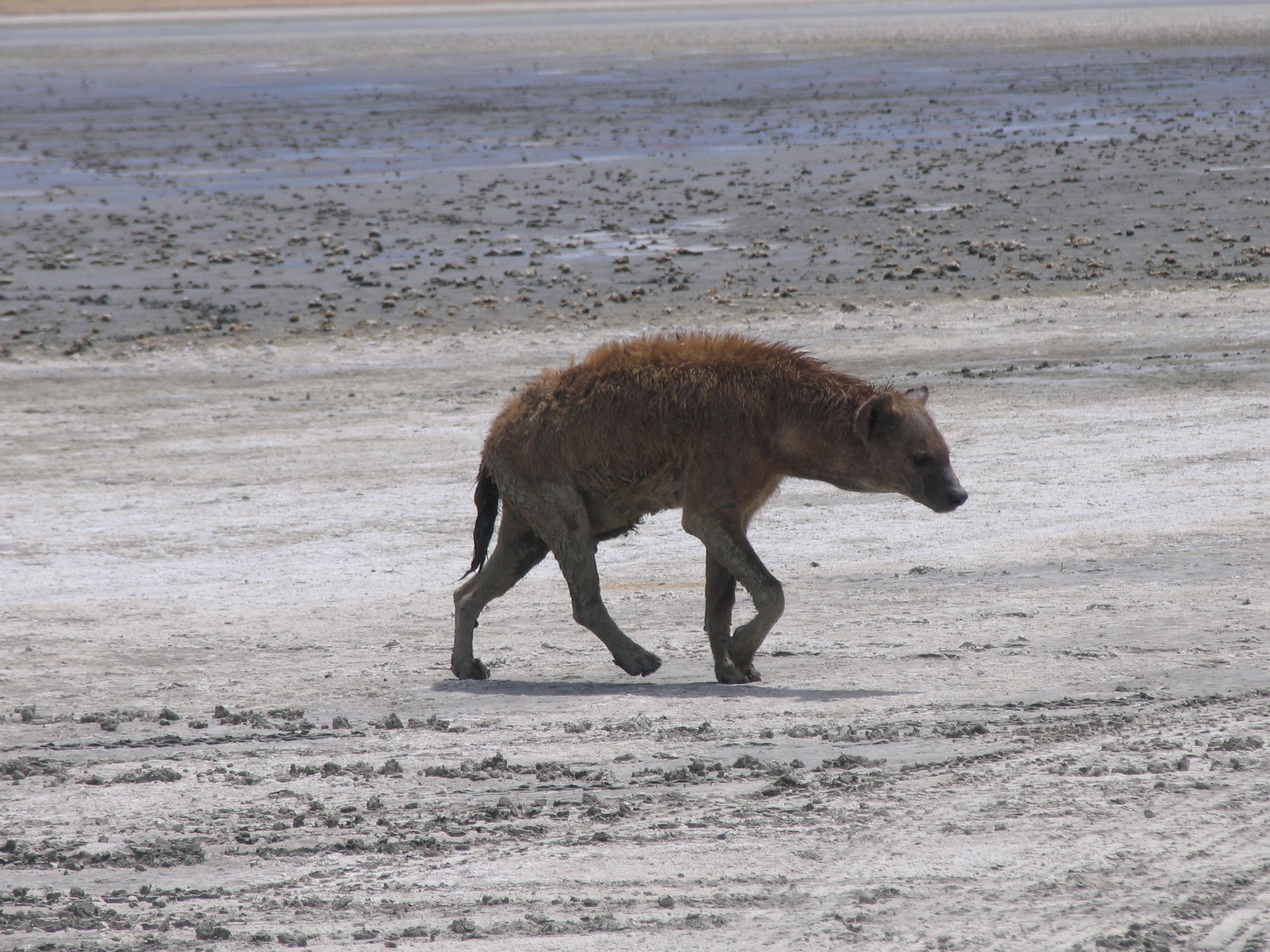
Гієна.

## Поза кратером Нгоронгоро
У заповідній зоні Нгоронгоро проживає здорова популяція більшості видів диких тварин. У районі озера Ндуту, розташованому на захід від заповідної зони, особливо сильні популяції гепардів і левів. Поширеними в цьому районі є конгоні, плямисти гієни і шакали.  Сервали широко поширені на рівнинах на захід від кратера Нгоронгоро.
Щорічна міграція копитних тварин проходить через заповідник Нгоронгоро, при цьому 1,7 мільйона гну, 260 000 зебр і 470 000 газелей просуваються на південь в грудні і рухаються на північ у червні.

## Охорона природи

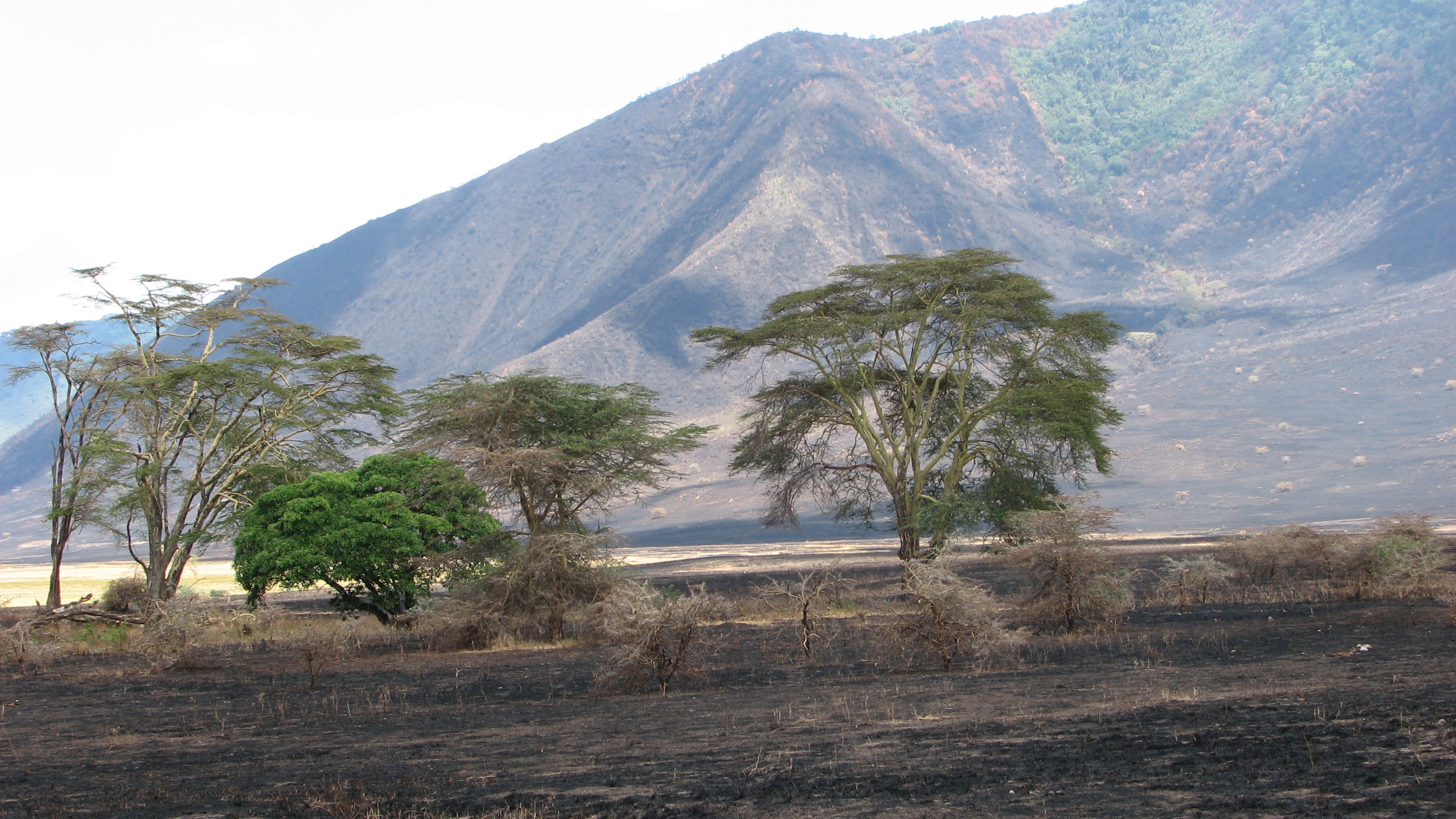
Штучні пожежі використовуються для контролю рослинності в кратері.

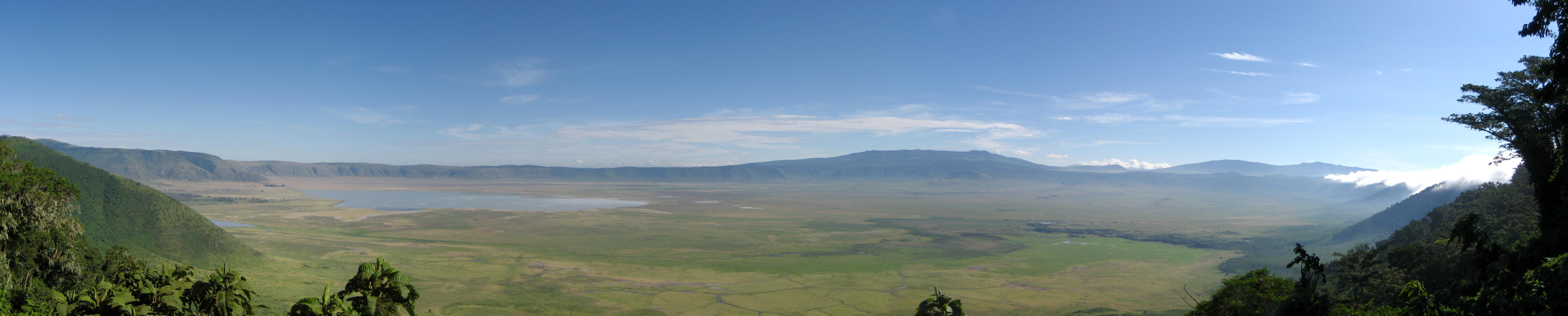
Панорама кратера Нґоронґоро

За рекомендаціями наукового комітету, створеного після посухи 2000 року, у кратері регулярно створюють пожежі, що випалюють до 20 % території лугів кратера. Масаям зараз дозволено випасати свою худобу в кратері, проте вони повинні щоденно залишати кратер.